# Sing This All Together (See What Happens)
«Sing This All Together (See What Happens)» —en español: «Cantemos esto todos juntos (a ver que pasa)»— es una canción de la banda británica de rock The Rolling Stones, incluida en su álbum Their Satanic Majesties Request de 1967 (cierra el lado A del disco). Es el resultado de la canción «Sing This All Together», que abre el disco.

## Inspiración y composición
En septiembre de 1967, durante las sesiones del álbum Their Satanic Majesties Request, el periodista Keith Altham del semanario NME visitó los Olympic Studios y escuchó una grabación de quince minutos, que sería dividida en dos dando lugar a «Sing This All Together» y «Sing This All Together (See What Happens)». La canción en cuestión era una instrumental, a la que Jagger luego le agregó las letras en el estudio. Mick Jagger se inspiró en el estudio del psicoanalista Carl Jung en su traducción de «El secreto de la Flor de Oro».
Esta pieza es resultado de una larga improvisación registrada en el estudio bajo el efecto de alucinógenos: "Probablemente empecé tomando demasiados medicamentos", dijo Mick evocando el contexto del álbum.
Brian Jones aportó el sonido de flauta con su Mellotron (el mismo efecto utilizado en «Strawberry Fields Forever» de The Beatles). Una llamada lejana, referenciando el flower power da comienzo a la guitarra de Keith Richards, seguido de percusión. La canción desarrolla diferentes climas, haciendo aparecer voces y gritos. Instrumentos a menudo interpretados por Brian, como el mellotron, surgen totalmente improvisados. También la canción presenta a Nicky Hopkins al piano, un arpa de boca, un vibráfono y percusiones siempre guiados por la batería de Charlie Watts. Ya cerca del final, la canción se funde con la banda interpretando «We Wish You a Merry Christmas», llamada «Cosmic Christmas», cerrando así el lado A del álbum.
Es la segunda canción más larga del repertorio de los Stones con 8:33 de duración (la primera es «Goin' Home» y dura 11:13).

## Personal
Acreditados:
- Mick Jagger: voz, percusión, coros.
- Keith Richards: guitarra eléctrica, coros.
- Brian Jones: mellotron, vientos.
- Charlie Watts: batería, percusión.
- Bill Wyman: bajo.
- Nicky Hopkins: piano.
- John Lennon: coros, percusión.
- Paul McCartney: coros, percusión.